# Acronychia peninsularis
Acronychia peninsularis är en vinruteväxtart som beskrevs av Thomas Gordon Hartley. Acronychia peninsularis ingår i släktet Acronychia och familjen vinruteväxter. Inga underarter finns listade i Catalogue of Life.